# Juan Rejano
Juan Rejano, född 20 oktober 1903 i Puente Genil, Córdoba, Spanien, död 4 juli 1976 i Mexico City, var spansk författare, poet, journalist, aktivist och utgivare. Under studenttiden började han arbeta med litterära tidskrifter i opposition mot diktatorn Miguel Primo de Rivera, bland annat i Salamanca och Córdoba. Tillsammans med poeterna Emilio Prados och Manuel Altolaguirre startade han 1926 i Málaga tidskriten Litoral.
Under 1930-talet var han engagerad i Spaniens kommunistiska parti, och skribent och redaktör för flera till partiet knutna tidningar. Efter att en kort tid ha internerats i det franska koncentrationslägret i Argelès-sur-Mer emigrerade han till Mexiko, där han levde resten av sitt liv i exil.